# Isabella Bird
Isabella Lucy Bird, pozdějším příjmením Bishop (15. října 1831 – 7. října 1904) byla anglická průzkumnice, spisovatelka, fotografka a přírodovědkyně. S Fanny Jane Butler založila John Bishop Memorial hospital ve Šrínagaru.

## Dílo
- The Englishwoman in America. 1856.
- The aspects of religion in the United States of America. 1859.
- „Pen and Pencil Sketches Among The Outer Hebrides“. The Leisure Hour. 1866.
- Notes on Old Edinburgh (1869)
- The Hawaiian Archipelago (1875)
- „The Two Atlantics“. The Leisure Hour. 1876.
- „Australia Felix: Impressions of Victoria and Melbourne“. The Leisure Hour. 1877.
- A Lady's Life in the Rocky Mountains. 1879.
- Unbeaten Tracks in Japan. 1880. Díl 1.
- „Sketches In The Malay Peninsula“. The Leisure Hour. 1883.
- The Golden Chersonese and the Way Thither. New York: G. P. Putnam's Sons. 1883.
- „A Pilgrimage To Sinai“. The Leisure Hour. 1886.
- Journeys in Persia and Kurdistan. 1891. Díl 1.
- Among the Tibetans. 1894.
- Korea and Her Neighbours. 1898. Díl 2.
- The Yangtze Valley and Beyond. 1899.
- Chinese Pictures: Notes on photographs made in China. New York: C. L. Bowman. 1900.
- „Notes on Morocco“. Monthly Review. 1901.